# نادر المولد
نادر سالم المولد لاعب كرة قدم سعودي محترف، يلعب في مركز الوسط في نادي القوس.
كانت بداياته مع نادي أحد و انظم إلى الشباب عام وأعاره الشباب إلى نادي الرائد لمدة سنة وعاد بعدها إلى الشباب في عام 2013 و اعاره الشباب بعدها إلى نادي الفيصلي و بعدها إنتقل إلى النادي الفيصلي و وقع مع نادي العروبة مطلع عام 2018 و انتقل إلى نادي العدالة في صيف 2018 و وقع مع نادي الدرعية في صيف 2022 وانتقل إلى نادي القوس في عام 2023.

## روابط خارجية
- نادر المولد على موقع Soccerway.com (الإنجليزية)